# Rafael Novas
Rafael Novas Hidalgo (8 dicembre 1972) è un ex cestista dominicano con cittadinanza portoricana.

## Carriera
Con la Rep. Dominicana ha disputato due edizioni dei Campionati americani (1995, 1999).